# ТК-210
ТК-210 — советская атомная подводная лодка класса ТРПКСН проекта 941 «Акула». Строительство было начато в 1986 году на Севмаше под заводским номером 728, однако официальная церемония закладки не проводилась. Должна была стать седьмым кораблём в серии, однако из-за договора по ОСВ-1 строительство было отменено в 1988 году при степени готовности 40%. Корпусные конструкции были разобраны на металл в 1990 году.
Известный роман Тома Клэнси Охота за «Красным октябрём» и одноимённый фильм повествуют о вымышленной седьмой подлодке проекта 941 ТК-210 «Красный Октябрь».